# Landtagswahlkreis Rottweil
Der Wahlkreis Rottweil (Wahlkreis 53) ist ein Landtagswahlkreis im Süden von Baden-Württemberg. Er umfasst den gesamten Landkreis Rottweil. Die Grenzen der Landtagswahlkreise wurden nach der Kreisgebietsreform von 1973 zur Landtagswahl 1976 grundlegend neu zugeschnitten und seitdem nur punktuell geändert. Änderungen, die den Wahlkreis Rottweil betrafen, gab es seitdem keine.

## Wahl 2021
Die Landtagswahl 2021 hatte folgendes Ergebnis:
| Direktkandidat       | Partei       | Stimmen in % | Landtagswahl 2016 Stimmen in % |
| -------------------- | ------------ | ------------ | ------------------------------ |
| Sonja Rajsp          | Grüne        | 26,0         | 26,0                           |
| Stefan Teufel        | CDU          | 26,7         | 33,0                           |
| Emil Sänze           | AfD          | 12,8         | 16,4                           |
| Torsten Stumpf       | SPD          | 7,3          | 8,6                            |
| Daniel Karrais       | FDP          | 16,2         | 8,5                            |
| Sven Pfanzelt        | DIE LINKE    | 2,6          | 1,9                            |
| Verena Föttinger     | ödp          | 2,0          | 1,9                            |
| Roland Dreizler      | Freie Wähler | 2,8          | 1,2                            |
| Michael Wennesheimer | dieBasis     | 1,4          | –                              |
| Jan Bollmann         | KlimalisteBW | 0,8          | –                              |
| Frank Duden          | WiR2020      | 1,3          | –                              |
| –                    | Sonstige     | –            | 2,5                            |

## Wahl 2016
Die Landtagswahl 2016 hatte folgendes Ergebnis:
| Direktkandidat               | Partei       | Stimmen in % | Landtagswahl 2011 Stimmen in % |
| ---------------------------- | ------------ | ------------ | ------------------------------ |
| Stefan Teufel                | CDU          | 33,0         | 45,9                           |
| Sonja Rajsp                  | Grüne        | 26,0         | 17,3                           |
| Emil Sänze                   | AfD          | 16,4         | –                              |
| Erich Eisemann               | SPD          | 8,6          | 19,5                           |
| Gerhard Aden                 | FDP          | 8,5          | 5,8                            |
| Stefan Dreher                | DIE LINKE    | 1,9          | 2,4                            |
| Bernd Richter                | ödp          | 1,9          | 3,9                            |
| Franz Maurer                 | ALFA         | 1,6          | –                              |
| Carmen Spiegelhalder-Schäfer | Freie Wähler | 1,2          | –                              |
| Michael Kerber               | NPD          | 0,6          | 1,5                            |
| Martin Raible                | REP          | 0,4          | 1,1                            |

## Wahl 2011
Die Landtagswahl 2011 hatte folgendes Ergebnis:
| Direktkandidat          | Partei          | Stimmen in % | Landtagswahl 2006 Stimmen in % | Landtagswahl 2001 Stimmen in % |
| ----------------------- | --------------- | ------------ | ------------------------------ | ------------------------------ |
| Stefan Teufel           | CDU             | 45,9         | 48,4                           | 52,1                           |
| Klaus Eisenhardt        | SPD             | 19,5         | 19,5                           | 26,6                           |
| Alexander Rustler       | Grüne           | 17,3         | 07,3                           | 05,0                           |
| Dieter Kleinmann        | FDP             | 05,8         | 14,0                           | 09,5                           |
| Bernd Richter           | ödp             | 03,9         | 02,5                           | 01,8                           |
| Franz-Josef Senge-Kolb  | DIE LINKE       | 02,4         | WASG: 1,8                      | –                              |
| Bastian Haas            | Piraten         | 02,1         | –                              | –                              |
| Michael Kerber          | NPD             | 01,5         | 01,3                           | –                              |
| Rodolfo Panetta         | REP             | 01,1         | 02,2                           | 04,4                           |
| Heinz Günter Sprodowski | Volksabstimmung | 00,6         | –                              | –                              |
| –                       | Sonstige        | –            | 02,8                           | 00,7                           |

## Abgeordnete seit 1976
Bei den Landtagswahlen in Baden-Württemberg hat jeder Wähler nur eine Stimme, mit der sowohl der Direktkandidat als auch die Gesamtzahl der Sitze einer Partei im Landtag ermittelt werden. Dabei gibt es keine Landes- oder Bezirkslisten, stattdessen werden zur Herstellung des Verhältnisausgleichs unterlegenen Wahlkreisbewerbern Zweitmandate zugeteilt.
Den Wahlkreis Rottweil  vertraten seit 1976 folgende Abgeordnete im Landtag:
| Partei | Art des Mandats | Gewählte |
| ------ | --------------- | --- |
| CDU    | Erstmandat      | Robert Gleichauf 1976 Josef Rebhan 1980, 1984, 1988, 1992 Hans-Jochem Steim 1996, 2001 Stefan Teufel 2006, 2011, 2016, 2021                          |
| FDP    | Zweitmandat     | Dieter Kleinmann 1996, 2001, 2006 Gerhard Aden 2016, Mandat niedergelegt zum 12. November 2018 Daniel Karrais nachgerückt am 13. November 2018, 2021 |
| SPD    | Zweitmandat     | Erhard Eppler 1976, 1980, Mandat niedergelegt zum 30. Juni 1982 Klaus Haischer nachgerückt am 1. Juli 1982                                           |
| REP    | Zweitmandat     | Liane Offermanns 1992 Christian Käs 1996 |
| AfD    | Zweitmandat     | Emil Sänze 2016, 2021 |